# Saint-Laurent, Haute-Garonne
Saint-Laurent är en kommun i departementet Haute-Garonne i regionen Occitanien i södra Frankrike. Kommunen ligger i kantonen L'Isle-en-Dodon som tillhör arrondissementet Saint-Gaudens. År 2022 hade Saint-Laurent 177 invånare.

## Befolkningsutveckling
Antalet invånare i kommunen Saint-Laurent
Referens:INSEE